# Airbus Helicopters
Airbus Helicopters, von 1992 bis 2013 Eurocopter, ist ein europäischer Hersteller von Hubschraubern und Flugzeugbauteilen, der 1992 aus den Hubschrauber-Sparten der DASA und der französischen Aérospatiale entstand. Airbus Helicopters war eine hundertprozentige Tochter des europäischen Luft- und Raumfahrtkonzerns Airbus Group (früher EADS) und ist seit 2017 eine enger angebundene Sparte davon.
Airbus Helicopters ist weltweit führend am zivilen und halbstaatlichen Markt für Hubschrauber bei einem Marktanteil von 50 % im Jahr 2017. 2016 waren insgesamt etwa 12.000 Hubschrauber von etwa 3.000 verschiedenen Betreibern im Einsatz.

## Geschichte

Ehemaliges Logo

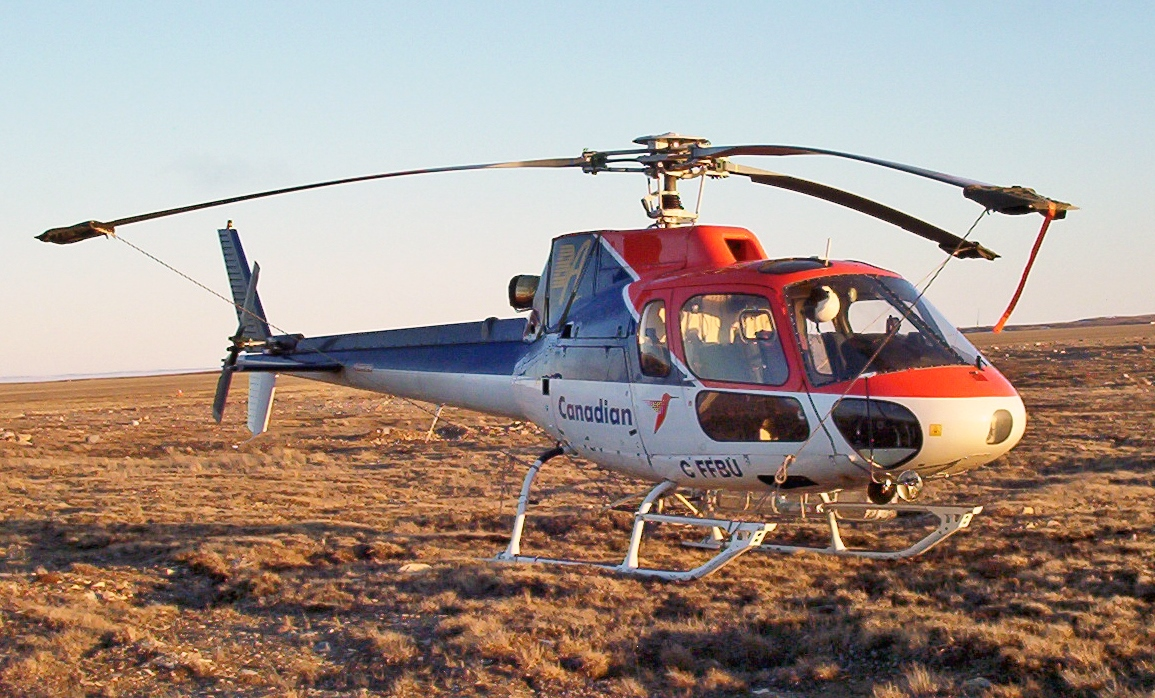
AS350 BA Ecureuil

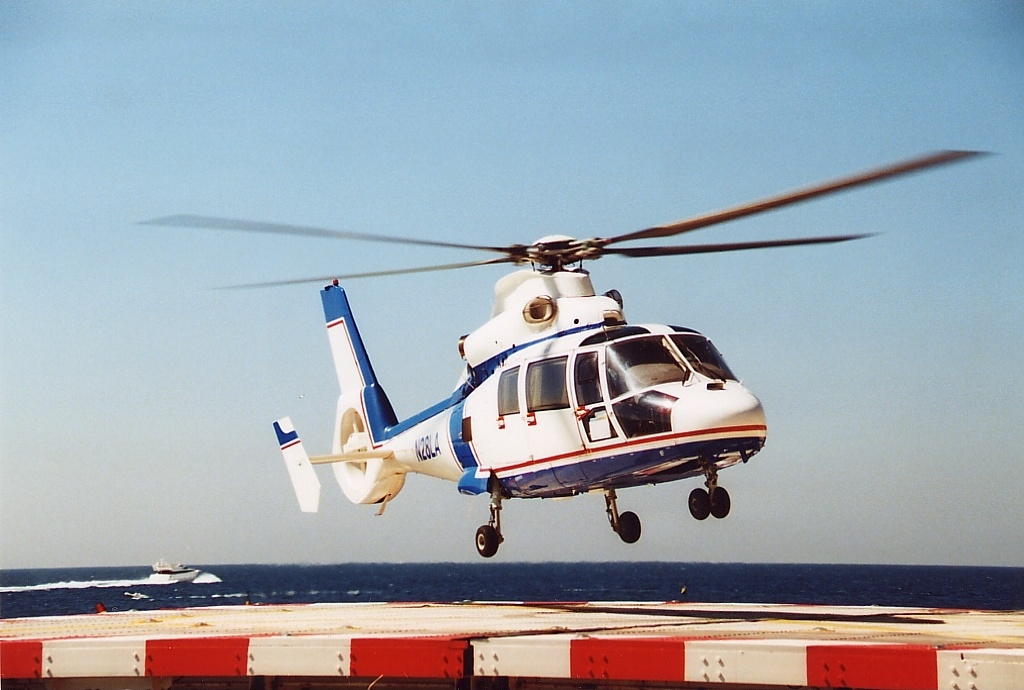
Eurocopter Dauphin

Die Firma Eurocopter entstand 1992 aus einer Zusammenlegung von französischen, deutschen und spanischen Hubschrauberfirmen bzw. -sparten. Noch heute sind alte Modellbezeichnungen von vor dieser Zeit anzutreffen. Im Zuge der Umstrukturierung und Umbenennung des Mutterkonzerns EADS wurde der Konzern zum Jahreswechsel 2013/2014 von Eurocopter in Airbus Helicopters umbenannt. 2017 wurde es als Sparte der Airbus Group enger angegliedert.

## Wirtschaftliche Aspekte

### Markt
Insgesamt 381 neue Militär- und Zivilhelikopter wurden 2006 ausgeliefert, was einen Gesamtumsatz von 3,8 Milliarden Euro und einen Anstieg von 18 % gegenüber 2005 bedeutete. Geprägt war das Jahr durch eine hohe Nachfrage nach neuen Modellen. Sie steigerte sich auf 615 Neuhubschrauber im Gesamtwert von 4,89 Milliarden Euro (2005: 3,52 Milliarden Euro). Damit erreichte der Auftragsbestand Ende Dezember 2006 den neuen Rekordwert von 11 Milliarden Euro. Im Jahr 2012 wurde ein Umsatz von 6,3 Milliarden Euro bei insgesamt 469 Neubestellungen erwirtschaftet. 2016 wurden 418 Hubschrauber ausgeliefert, davon 43 % für zivile Zwecke und 57 % für militärische Zwecke.
| Jahr | Anzahl |
| ---- | ------ |
| 2006 | 381    |
| …    | …      |
| 2012 | 475    |
| 2013 | 497    |
| 2014 | 471    |
| 2015 | 395    |
| 2016 | 418    |
| 2017 | 409    |
| 2018 | 356    |
| 2019 | 332    |
| 2020 | 300    |
| 2021 | 338    |
| 2022 | 344    |

Das Unternehmen steht in direkter Konkurrenz zu der italienischen Leonardo S.p.A., der US-amerikanischen Bell Helicopter, dem russischen Hubschrauberkonsortium Oboronprom und anderen Herstellern.

### Firmenstruktur
Airbus Helicopters wurde im Jahr 1992 gegründet und ist ein deutsch-französisch-spanischer Konzern und Geschäftsbereich der Airbus Group, einem weltweit führenden Unternehmen in der Luft- und Raumfahrt und im Verteidigungsgeschäft. Organisatorisch gliedert sich Airbus Helicopters in einen deutschen, einen französischen und einen spanischen Teil. Das internationale und französische Hauptquartier liegt in Marignane, das deutsche in Donauwörth und das spanische in Madrid.
Forschungs- und Produktionsstätten
Standorte finden sich in Deutschland in:
- Donauwörth (Geschäftsführung Airbus Helicopters Deutschland GmbH, Entwicklung, Prototypenbau, Wartung, Rotoren- und Endfertigung, Flugzeugtüren, Testcenter, Kundenservice, Trainingscenter);
- Ottobrunn (ehemals Entwicklung, seit 2013 nach Donauwörth verlagert) und
- Kassel (Wartung, Ausstattung sowie technisches Training);

in Frankreich in:
- Marignane (Geschäftsführung, Entwicklung, Prototypenbau, Wartung, Endfertigung, Logistik, Testcenter und Kundenservice) und
- La Courneuve (Rotorenbau und -Entwicklung, Marketing);

in Spanien in:
- Madrid (Geschäftsführung Airbus Helicopters Spanien, Rumpffertigung, Wartung und Herstellung von Bauelementen)
- Albacete (Rumpf- und Endfertigung, Logistik und Wartung)

seit 2017 in Rumänien in:
- Brașov (Endmontage der H215)[14][15]

seit 2019 in China in:
- Qingdao (Endmontage ziviler H135)[16]

In Ungarn stellt Airbus Helicopters Hungary  (Airbus 70%, N7 Holding 30%) in Gyula Teile her. Der Anteil der staatlichen NT7 wurde 2025 privatisiert und von 4iG Plc. übernommen, deren Chef Gellért Zoltán Jászai ist, ein politischer Berater von Premierminister Viktor Orbán.
In den Vereinigten Staaten befindet sich die Geschäftsführung von Airbus Helicopters, Inc. in Grand Prairie (Texas) und eine Produktionsstätte in Columbus (Mississippi).
In Brasilien hält Airbus Helicopters Anteile an dem dortigen Hubschrauberhersteller Helibras.
Weltweit
Die Firma unterhält darüber hinaus weltweit Präsenzen. Hierzu zählen insbesondere auch diverse Wartungsbetriebe und Schulungseinrichtungen, die teilweise auch mit lokalen Partnerfirmen betrieben werden.

### Leitung
Seit 2003 war Fabrice Brégier CEO von Eurocopter und wurde im November 2006 zum COO von Airbus bestellt. Sein Nachfolger als CEO bei Eurocopter war Lutz Bertling, der diese Position bis zum März 2013 innehatte. Sein Nachfolger war Guillaume Faury der Anfang April 2018 durch Bruno Even abgelöst wurde.
| Person              | Zeitraum  |
| ------------------- | --------- |
| Jean-François Bigay | 1992–1998 |
| Patrick Gavin       | 1998–2000 |
| Jean-François Bigay | 2000–2003 |
| Fabrice Brégier     | 2003–2006 |
| Lutz Bertling       | 2006–2013 |
| Guillaume Faury     | 2013–2018 |
| Bruno Even          | seit 2018 |

### Flugzeugbauteile
Airbus Helicopters stellt als Zulieferer auch Flugzeugteile her, insbesondere die Passagiertüren und Frachttore für nahezu alle Airbus-Flugzeugtypen. Die Fertigung erfolgt größtenteils in Donauwörth. Des Weiteren werden in Donauwörth die Kunststoffverkleidungen für den Bereich des hinteren Fahrwerks der A320 hergestellt.

## Hubschraubertypen

### Bezeichnungssystematik
Airbus Helicopters benutzte bis zum 3. März 2015 für die Bezeichnung seiner Modelle einen einheitlichen Code, der sich aus drei Ziffern zusammensetzt. Diese Bezeichnungen haben sich auch durch die Umbenennung Anfang 2014 nicht geändert. Dabei gilt:
1. Ziffer: Einsatzgebiet des Hubschraubers, wobei „1“ für eine zivile, „6“ für eine militärische Variante steht.
2. Ziffer: MTOW („Maximum Takeoff Weight“) aufgerundetes maximales Abfluggewicht in Tonnen. Übersteigt es 10 t, wird die Zehnerstelle zur ersten Ziffer addiert.
3. Ziffer: Anzahl der Triebwerke, mit „0“ für Hubschrauber mit einem und „5“ für Hubschrauber mit zwei Triebwerken.

Beispiel:
EC135, zivile Variante eines 3-t-Hubschraubers mit zwei Triebwerken oder EC725, militärische Variante eines 12-t-Hubschraubers mit zwei Triebwerken (dieser Code gilt nicht oder nur teilweise für ältere Muster, also MBB oder SA).
Seit dem 3. März 2015 wird diese Logik – ersichtlich durch die Änderung des Präfixes „EC“ in „H“ – für neu entwickelte Modelle (erstmals mit der H160) nicht weitergeführt. Bereits bestehende Modelle, die jedoch weiterentwickelt werden, erhalten auch das „H“, während die älteren Typen nach wie vor „EC“ heißen. Beispiel: Nur die neuen Versionen der EC135 ab P/T3 heißen H135. Bis zur Version 135 P/T2 „e“ bleibt es bei der alten Bezeichnung.

### Liste der Hubschrauber

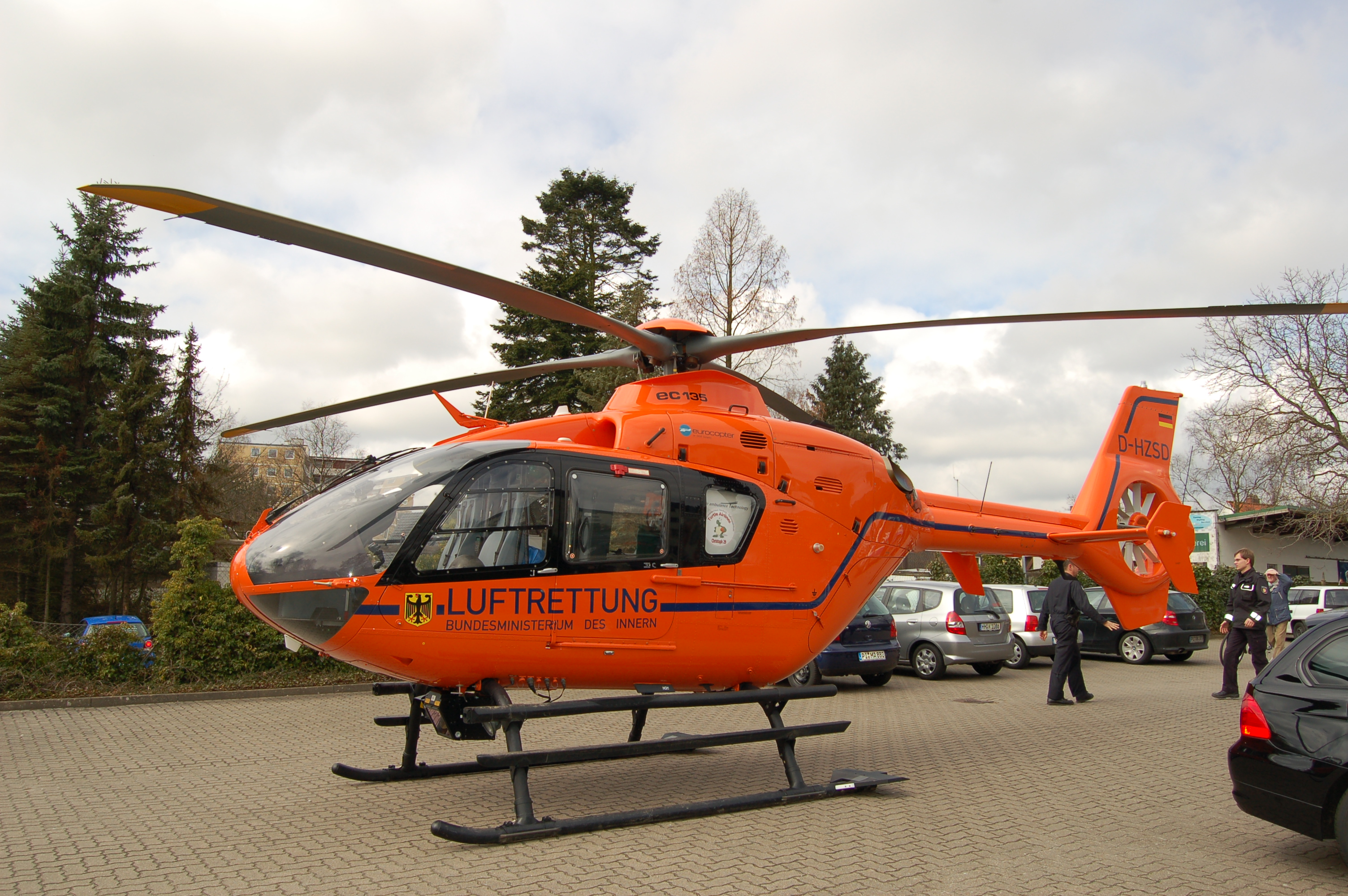
EC 135

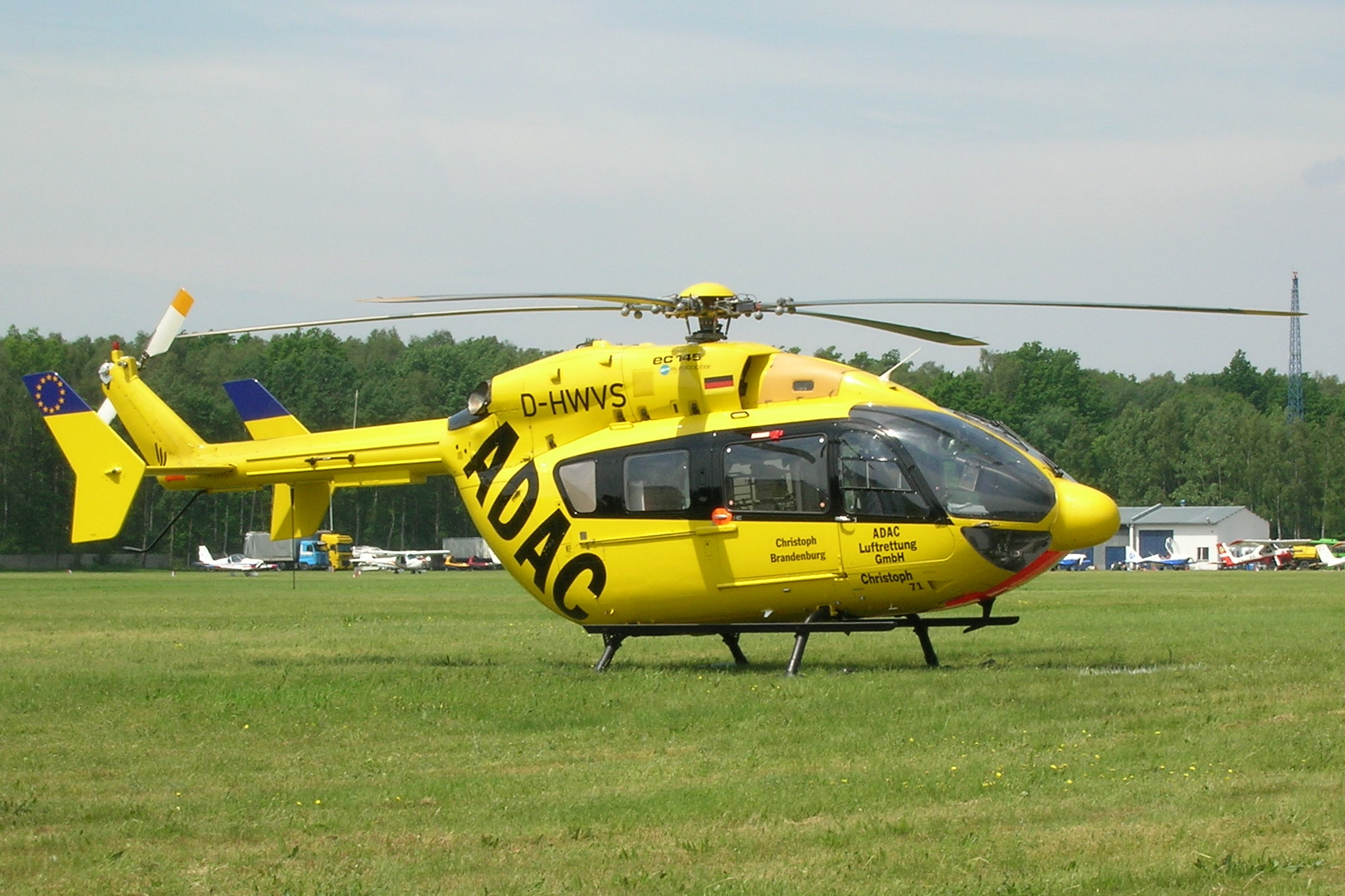
EC 145

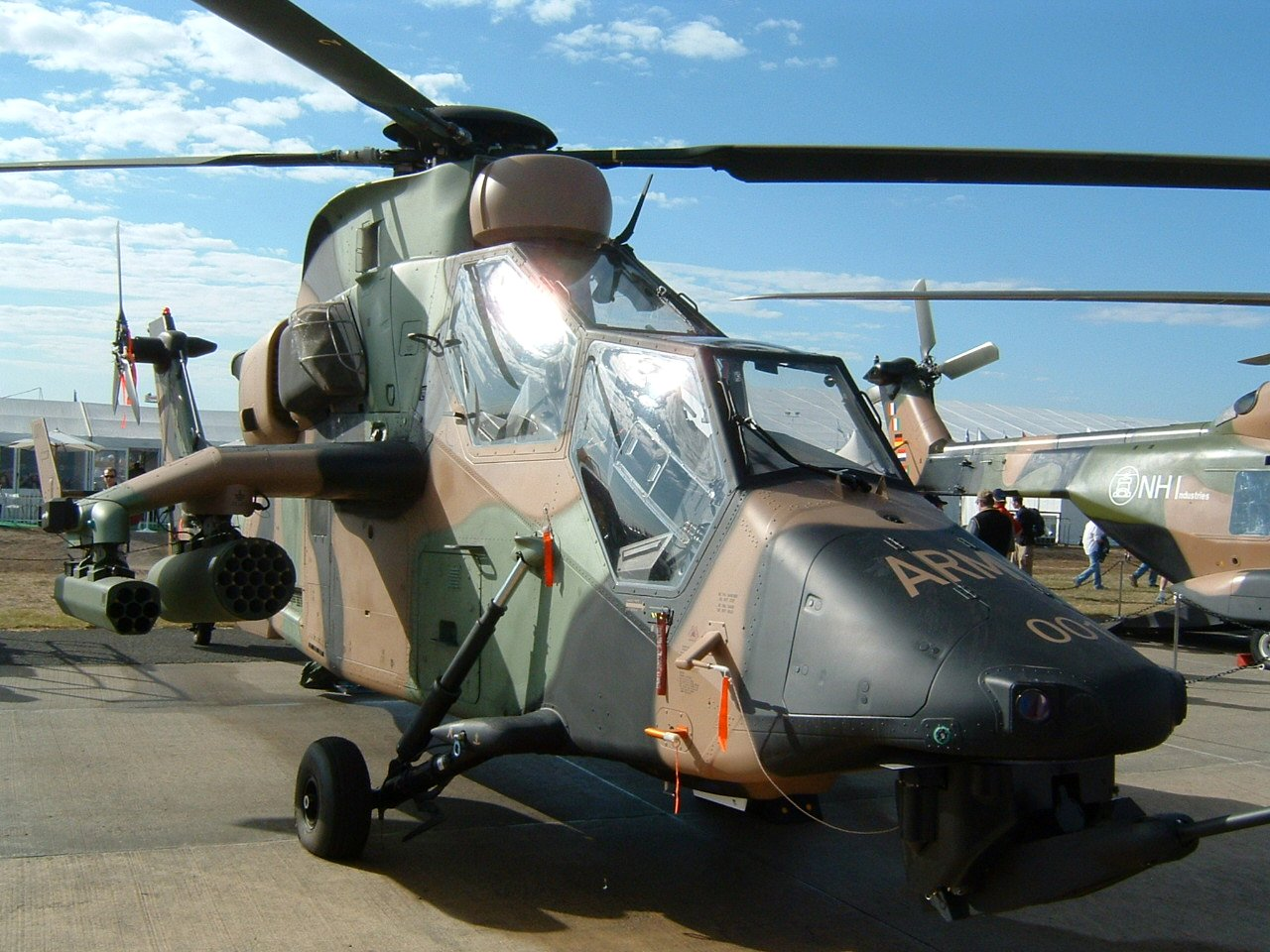
Tiger

Legende der Herstellerkürzel in der Liste:
- H : Airbus Helicopters
- EC : Eurocopter
- AS : Aérospatiale (Société nationale industrielle aérospatiale ou SNIAS) (Frankreich)
- SA : Sud-Aviation (SA) (Frankreich)
- SE : Société Nationale de Constructions Aéronautiques du Sud-Est (SNCASE) (Frankreich)
- BO : Messerschmitt-Bölkow-Blohm (MBB) (Deutschland)
- BK : Messerschmitt-Bölkow-Blohm-Kawasaki (MBK) (Deutschland/Japan)
- NH : NATO Helicopter

| Nicht mehr von Airbus Helikopters hergestellte Hubschraubermodelle |
| Aktuelle Hubschraubermodelle                                       |
| In der Entwicklung                                                 |

| zivile Bezeichnung     | militärische Bezeichnung | Airbus Helicopters Klasse | Type Certificate                                                       | Alte zivile Bezeichnung | Alte militärische Bezeichnung |
| ---------------------- | ------------------------ | ------------------------- | ---------------------------------------------------------------------- | ----------------------- | ----------------------------- |
| SA 315 Lama            | SA 318 Alouette II       |                           | SE.3130                                                                |                         |                               |
| SA 321 Super Frelon    |                          |                           | SA-321                                                                 |                         |                               |
| SA 330 Puma            |                          |                           | SA 330 J                                                               |                         |                               |
| SA 341 Gazelle, SA 342 | SA 342L, SA 342M         |                           | SA 341                                                                 |                         |                               |
| SA 360 Dauphin         |                          |                           | SA 360                                                                 |                         |                               |
| BK 117                 |                          |                           | BK 117 A-1, BK 117 A-3, BK 117 A-4, BK 117 B-1, BK 117 B-2, BK 117 C-1 |                         |                               |
| Bo 105                 | Bo 105M, Bo 105P         |                           | Bo 105                                                                 |                         |                               |
| H120                   |                          | Light                     | EC120                                                                  | EC120 Colibri           |                               |
| H125                   | H125M                    | Light                     | AS350                                                                  | AS 350 B3e              | AS550 C3e Fennec              |
| H130                   |                          | Light                     | EC130 B4                                                               | EC130                   |                               |
| H130                   |                          | Light                     | EC130 T2                                                               | EC130                   |                               |
| H135                   | H135M                    | Light                     | EC135                                                                  | EC135                   | EC635                         |
| EC145                  |                          | Light                     | BK 117 C-2                                                             | EC145                   | EC645, UH-72A                 |
| H145                   | H145M                    | Light                     | BK 117 D-2 (mil: BK 117 D-2m) BK 117 D-3 (5-Blatt-Rotor)               | EC145 T2                | EC645 T2                      |
| AS 365 N3+ Dauphin     | AS 565 Mbe Panther       | Medium                    | AS365 N3+                                                              |                         |                               |
| H155                   |                          | Medium                    | AS 365 N4                                                              | EC155 Dauphin           |                               |
| H160                   |                          | Medium                    | H160                                                                   |                         |                               |
| H175                   |                          | Medium                    | EC175                                                                  | EC175                   |                               |
| H215                   |                          | Heavy                     | AS 332 C, L, C1, L1                                                    | AS 332 C1e              |                               |
| H215                   | AS 532 Ale               | Heavy                     | AS 332 C, L, C1, L1                                                    | AS 332 L1e              |                               |
| H225                   | H225M                    | Heavy                     | EC 225 LP                                                              | EC225 Super-Puma        | EC725 Caracal                 |
| EC665                  | Eurocopter Tiger         | Specialized               | Tiger                                                                  |                         |                               |
|                        | NH90 (TTH und NFN)       | Specialized               | NH90                                                                   |                         |                               |

## Forschung

### Geräuscharme Rotorblätter
Seit 1998/99 arbeitet Airbus Helicopters an einer Möglichkeit, das charakteristische „Hacken“ eines Hubschraubers zu minimieren. Ansatzpunkt sind dabei die Rotorblätter, da der Lärm in erster Linie von diesen verursacht wird; die Antriebsturbine tritt hierbei weniger störend in Erscheinung. Die aerodynamische Entwicklung der Rotoren machte in den vergangenen Jahrzehnten zwar erhebliche Fortschritte, sodass die Geräusche im Reiseflug drastisch verringert wurden, ganz vermieden werden kann dieses „Knattern“ mit herkömmlichen Rotorblättern allerdings nicht. Ähnlich wie an den Tragflächenenden eines Flugzeugs entstehen an den Rotoren spiralförmige Wirbel, die im Reiseflug relativ wenig stören, weil sie von der anströmenden Luft schnell aus der Rotorebene transportiert werden. Befindet sich der Hubschrauber im langsamen Sink- oder Steigflug, durchschlägt das nachfolgende Rotorblatt die entstehenden Wirbel des vorangegangenen. Diese schlagartige Druckänderung wirkt wie eine knallende Peitsche – die schnelle Abfolge dieser „Peitschenhiebe“ wird am Boden als lästiges Knattern wahrgenommen. Um diesem Effekt zu begegnen, wurde ein Rotorblatt mit Doppelpfeilung – ähnlich den Flügeln eines Albatrosses – entwickelt. Dadurch konnte der Lärmpegel um 3 bis 4 dB reduziert werden.
Die Geräuschentwicklung der Rotorblätter lässt sich außerdem durch aktive Klappen an den Rotorblättern dämpfen, die im Takt der Umdrehung angesteuert werden. Dadurch lässt sich eine deutliche Minderung des Lärmpegels und der Vibrationen erreichen. Langfristig sollen sogar Verringerungen der Vibration um 90 % denkbar sein. Im Herbst 2005 wurde das System auf dem Experimentalhubschrauber MBB/Kawasaki BK 117 S7045 am Eurocopter-Standort im bayerischen Donauwörth zum ersten Mal im Flugbetrieb erprobt. Erweist sich die Methode im Flugtest als funktionstüchtig und effizient, plant Eurocopter, die Klappen für den Einsatz am EC 145 serienreif zu machen. Später ist der Einsatz auch an anderen Hubschraubertypen von Eurocopter vorgesehen.

### Helikopter mit Dieselmotorantrieb
Auf der Pariser Luftfahrtschau 2009 wurde erstmals das Konzept eines mit Dieselmotor (mit Hubkolben und hoher Kompression – statt Kerosinturbine) betriebenen Helikopters, des sogenannten Bluecopters, vorgestellt. Entwicklungsziel ist, die Lärmentwicklung um 10 dB, den Ausstoß von Kohlenstoffdioxid um 30 % und den Ausstoß von Stickoxiden um 60 % zu verringern.

### Airbus Helicopters X3

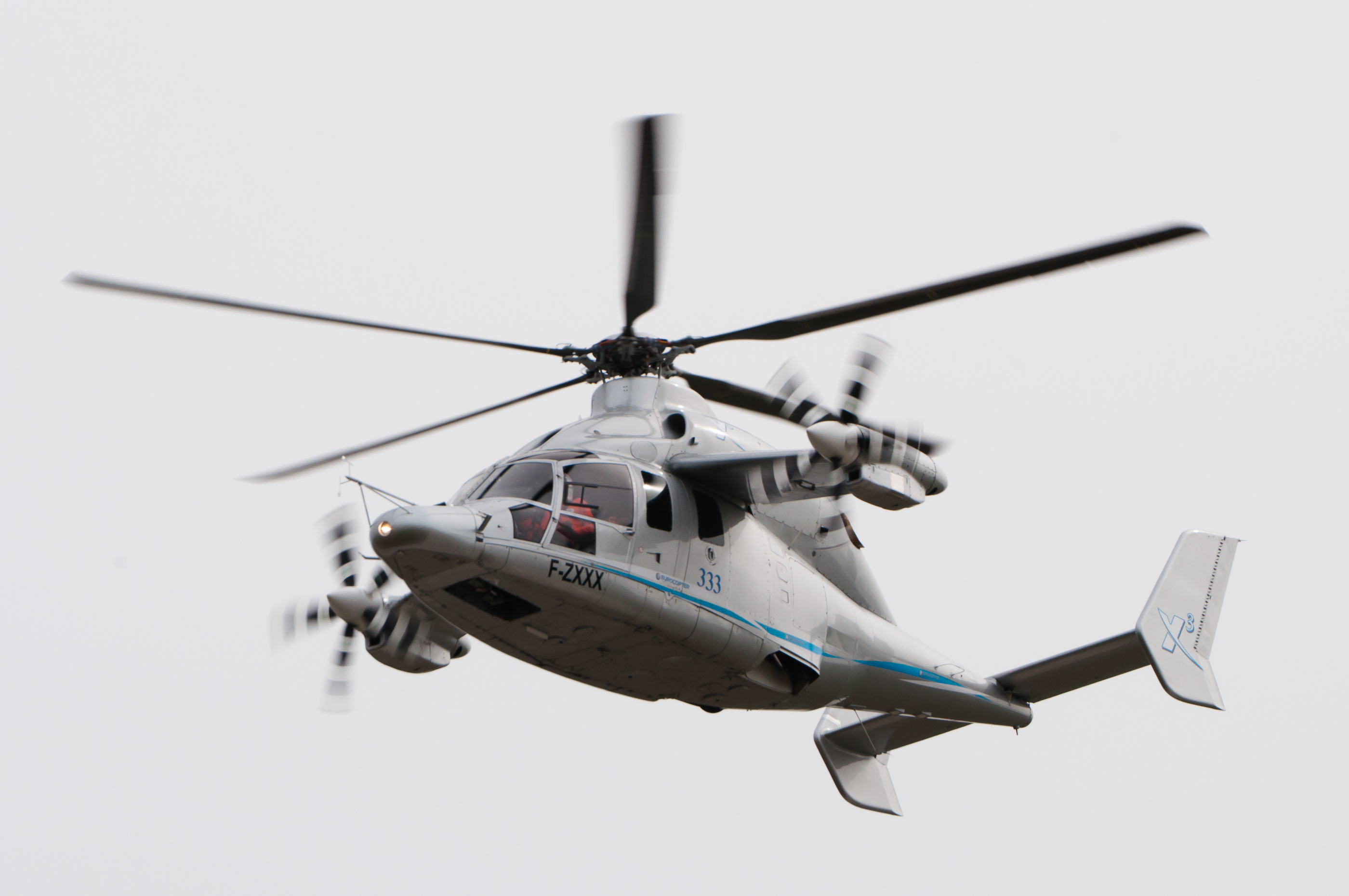
Airbus Helicopters X^{3} auf der ILA 2012

Seit dem 25. Januar 2008 wird bei Airbus Helicopters an einem schnellfliegenden Flugschrauber gearbeitet. Dieser Flugzeug-Helikopter-Hybrid wurde englisch Highspeed-Hybrid-Helicopter, abgekürzt H3, genannt, woraus später die Bezeichnung X3 (X-Cube) entstand, wobei X für eXperimental steht. Der X3-Flugschrauber besteht aus dem Rumpf und dem Hauptrotor des EC155 (AS365 N4 Dauphin) mit zwei Turbinen des NH90 vom Typ RTM322 von Rolls-Royce, auf die ein adaptiertes Hauptgetriebe des EC175 aufgesetzt wurde, das seinerseits den Hauptrotor und zwei Vortriebspropeller antreibt. Bei höheren Geschwindigkeiten verringert sich die Umdrehungszahl des Rotors, um Überschallgeschwindigkeiten der Rotorblätter zu vermeiden, die wegen der dadurch auftretenden Luftverdichtung die Geschwindigkeit des Vorwärtsflugs beeinträchtigen. Ein Heckrotor zum Ausgleich des Drehmoments des Auftriebrotors ist nicht erforderlich, da dies über die Antriebspropeller ausgeglichen wird. Mit dieser Konfiguration sollen Geschwindigkeiten von über 220 kn (410 km/h) erreicht werden. Am 6. September 2010 nahm Airbus Helicopters Testflüge mit einem Prototyp des Flugschraubers X3 auf der Istres-Le Tubé Flugbasis (Base Aérienne 125) auf (Luftfahrzeugkennzeichen: F-ZXXX). Das angestrebte Konstruktionsziel besteht zusammengefasst in einer 50-prozentigen Erhöhung der Geschwindigkeit bei um lediglich 25 % erhöhten Kosten. Der Nachfolger dieser Studie ist der Airbus Racer.

### Eurocopter X6
Als Nachfolger für die Super-Puma-Familie soll der X6 entwickelt werden.

### Eurocopter X9
Der Eurocopter X9 ist als Technologiedemonstrator für die neuen leichten Zwillingsmotoren-Hubschrauber vorgesehen, der die beiden Produktionslinien des Eurocopter EC 135 und Eurocopter EC 145 ablösen soll. Der Beschluss zur Entwicklung des Eurocopter X9 wurde August 2012 vom CEO von Eurocopter Lutz Bertling im Beisein von Bundeswirtschaftsminister Philipp Rösler verkündet. Die Entwicklungskosten werden auf eine Milliarde Euro veranschlagt.

### Drohnenhubschrauber
Im April 2013 stellte Eurocopter den A-Flight-Drohnenhubschrauber vor, der ein OPV-Hubschrauber auf Basis der EC 145 ist. Bei Bedarf lässt sich dieser Hubschrauber auch bemannt fliegen. Das System ist für den militärischen wie auch den zivilen Einsatz ausgelegt.

### Airbus Racer

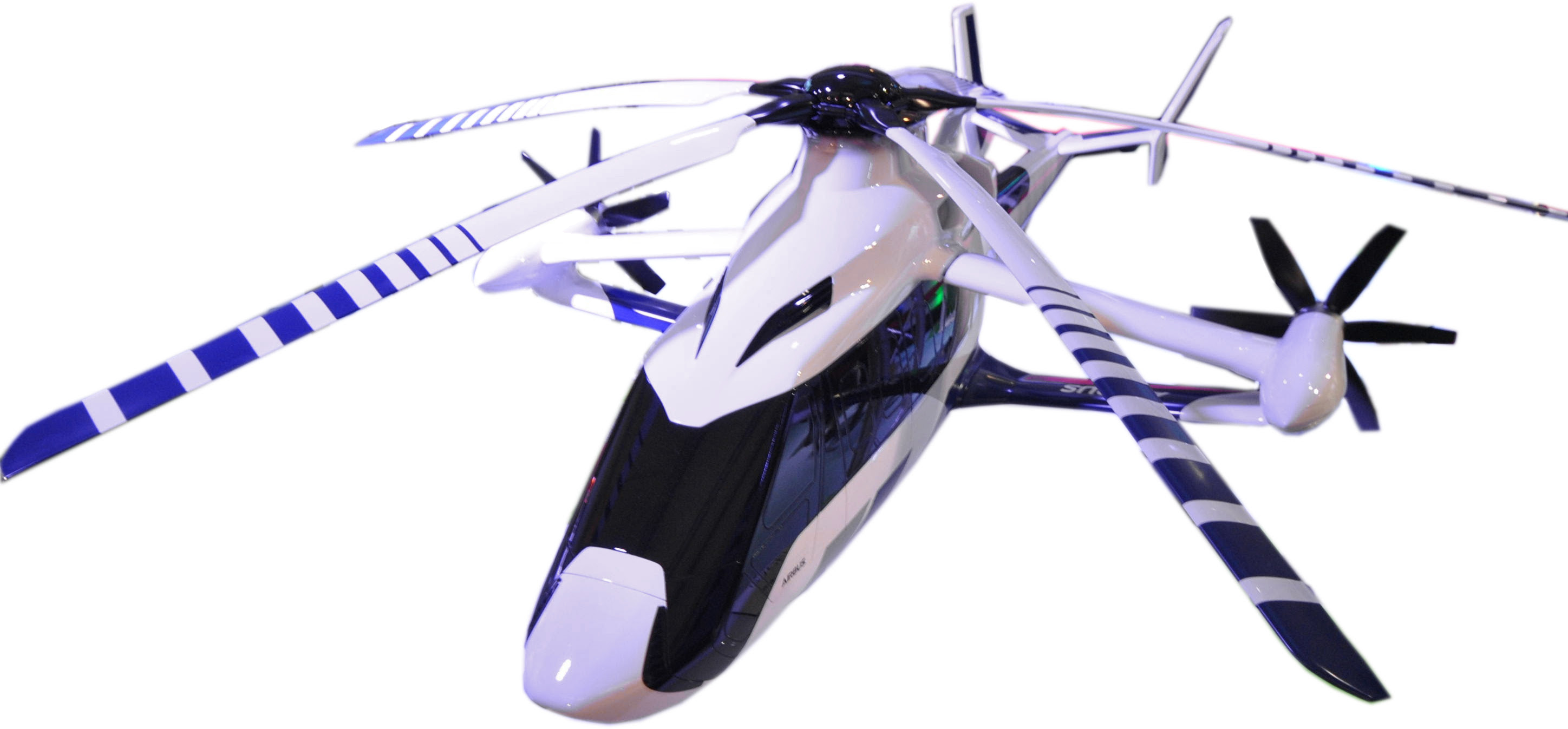
Airbus Helicopters Racer-Modell auf der Paris Airshow 2017

Auf der Paris Airshow 2017 zeigte Airbus erstmals die aerodynamische Konfiguration im Boxwing-Design seines Hochgeschwindigkeitsdemonstrators aus dem europäischen Forschungsprogramm Clean Sky 2 innerhalb des Horizon 2020 Rahmenprogrammes. Der Demonstrator mit dem Pseudonym „Racer“ (Rapid And Cost-Effective Rotorcraft) soll eine Reisegeschwindigkeit von über 400 km/h erreichen. Ab Mitte 2020 soll die Endmontage in Marignane beginnen, der Erstflug sollte im September 2021 stattfinden. Jedoch wurde im März 2021 mitgeteilt, dass es zur Verzögerung des Erstflugs auf frühestens Mitte 2022 kommt. Das Racer-Projekt basiert auf dem eigenfinanzierten X3-Demonstrator, der die aerodynamische Verbundkonfiguration mit einem klassischen Hauptrotor und Seitenrotoren eingeführt hat. Als Antrieb für die Seiten- und den Hauptrotor sollten ursprünglich zwei RTM322-Triebwerke dienen. Im März 2018 stellte Airbus das Konzept auf Aneto-Triebwerke von Safran Helicopter Engine um.

## Rekorde
Am 25. März 2002 erreichte Frédéric North mit einem Eurocopter AS 350 12.954 m Höhe und brach damit den knapp 30 Jahre alten Höhenrekord für Helikopter. Zuvor hatte am 21. Juni 1972 Jean Boulet eine Höhe von 12.442 m mit einer Aérospatiale SA-315 Lama erreicht.
Am 14. Mai 2005 landete erstmals ein Eurocopter-Hubschrauber auf dem Gipfel des Mount Everest (8848 m). Vom Tenzing Hillary Airport in Lukla (2866 m) aus stieg der Testpilot Didier Delsalle mit einem serienmäßigen Ecureuil/AStar AS 350 B3 auf und landete um 07:08 Uhr (Ortszeit) am Gipfel. Nach zwei Minuten Aufenthalt kehrte er zur Basis zurück. Der Rekordflug wurde am 15. Mai 2005 wiederholt.
Am 25. September 2019 landete eine von Airbus betriebene H145 (BK117 D2) im Rahmen der Höhenflugerprobung auf dem 6.962m hohen Aconcagua in den Argentinischen Anden. Testpilot war Alexander Neuhaus. Die Landung stellt die höchste Landung mit einem mehrmotorigen Hubschrauber dar.